# 동의대학교한방병원
동의대학교한방병원은 부산광역시 부산진구에 위치한다. 동의대학교 한의과대학 부속 한방병원이다.

## 같이 보기
- 동의대학교
- 동의병원
- 한의과대학